# Atto I
Atto I (... – Firenze, 1037 circa) è stato un vescovo italiano, vescovo di Firenze nell'XI secolo.

## Biografia
La prima testimonianza scritta del suo operato risale al 1035 quando, in linea con i suoi predecessori Ildebrando e Lamberto, continuò a sostenere e arricchire con donazioni la nuova basilica di San Miniato al Monte, con l'annesso monastero benedettino. In particolare fece dono di alcuni terreni nella zona di Colleramole, che anticamente si chiamava Collegramole e oggi è vicino alla cittadina di Impruneta.
Un altro atto che ci è pervenuto reca la data del novembre 1036 e riguarda la conferma dei beni dei canonici fiorentini da parte dell'imperatore e del papa.
Nel 1037 fece dono all'Imperatore Corrado II di un diploma di favore a ringraziamento delle rinnovate concessioni.
Alla sua morte la sede episcopale rimase vacante per alcuni anni. Nel gennaio 1045 è attestato Gherardo di Borgogna (futuro Papa Niccolò II).